# Яковлевский район (Приморский край)
Я́ковлевский райо́н — административно-территориальная единица (район) в Приморском крае России. В рамках организации местного самоуправления ему соответствует муниципальное образование Яковлевский муниципальный округ (с 2004 до 2022 гг. — муниципальный район).
Административный центр — село Яковлевка.

## География

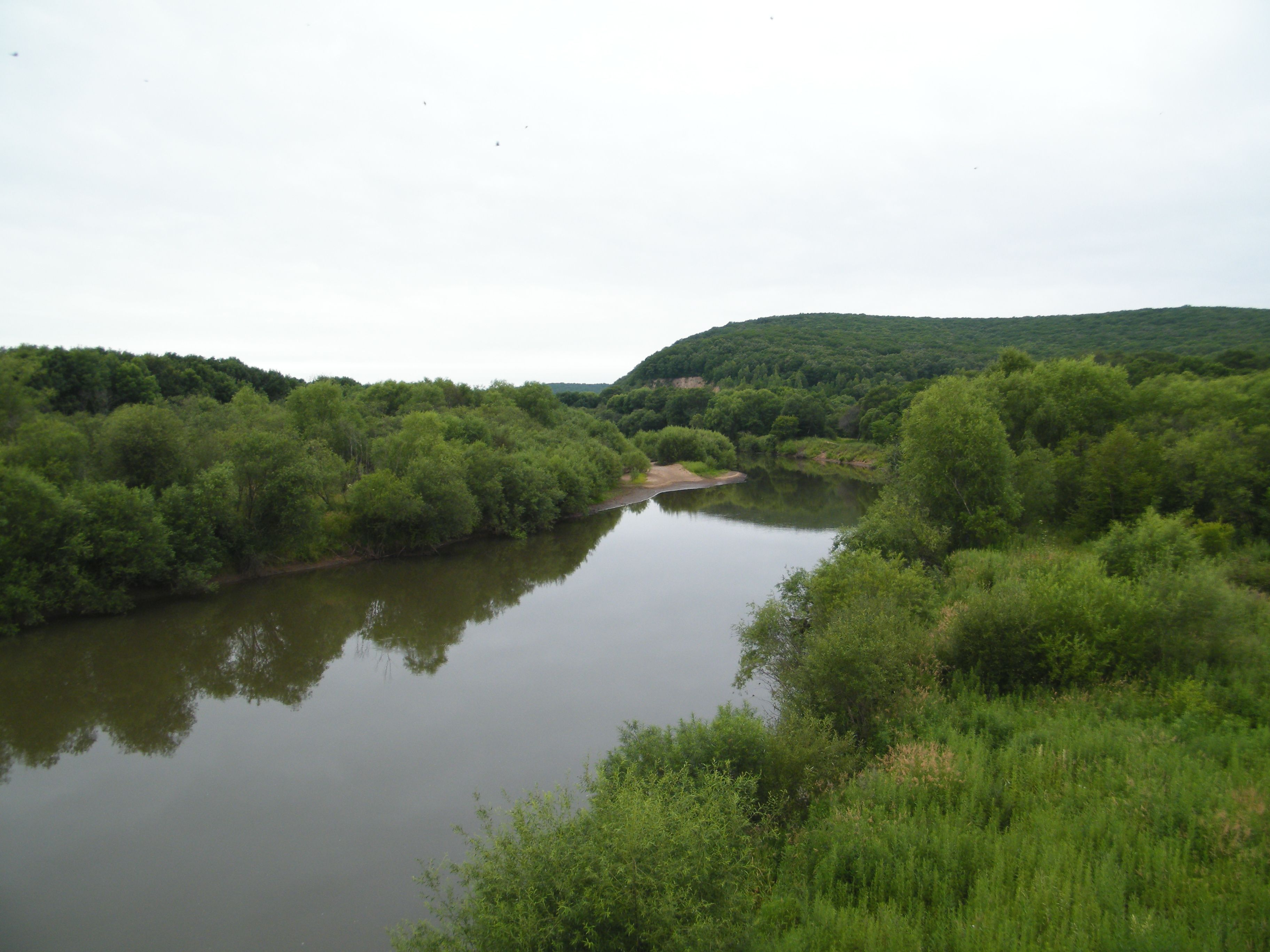
Река Арсеньевка в Яковлевском районе

Район расположен в центральной части Приморского края. Граничит на западе и юга-западе со Спасским и Анучинским, на востоке — с Чугуевским, на севере — с Кировским районами. С юга к району примыкает территория города Арсеньева (городского округа). Общая протяжённость границ составляет около 600 км.
Общая площадь района — 2 400 км². Основные реки — Арсеньевка, Тихая, Пятигорка и другие. По северной границе района протекает река Уссури. Эти реки имеют широкие долины, обрамлённые горными хребтами. Самая низкая точка района находится на севере, на урезе р. Уссури на высоте 98,4 м. На западе района расположен Синий хребет, в котором находится высшая точка хребта и всего Яковлевского района — безымянная отметка высотой 1138,1 м. Вдоль восточной границы проходит Восточный Синий хребет, максимальные высоты по которому в пределах района составляют 989 м.

## История
Район был образован 4 января 1926 года, центром стало село Яковлевка.

## Население
| 1926    | 1928    | 1929    | 1930    | 1931    | 1933    | 1939    | 1959    | 1970    | 1979    |
| ------- | ------- | ------- | ------- | ------- | ------- | ------- | ------- | ------- | ------- |
| 21 193  | ↗24 100 | ↗25 731 | ↗27 000 | ↗28 000 | ↗30 400 | ↘25 130 | ↘23 275 | ↗23 767 | ↘21 210 |
| 1989    | 1992    | 2001    | 2002    | 2006    | 2008    | 2009    | 2010    | 2011    | 2012    |
| ↗21 483 | ↗22 000 | ↘21 297 | ↘18 406 | ↘17 700 | ↘17 000 | ↘16 795 | ↘16 042 | ↘15 942 | ↘15 613 |
| 2013    | 2014    | 2015    | 2016    | 2017    | 2018    | 2019    | 2020    | 2021    | 2022    |
| ↘15 437 | ↘15 123 | ↘14 834 | ↘14 409 | ↘14 227 | ↘13 960 | ↘13 929 | ↘13 652 | ↘12 522 | ↘12 473 |
| 2023    | 2024    |         |         |         |         |         |         |         |         |
| ↘12 144 | ↘11 970 |         |         |         |         |         |         |         |         |

Национальный состав района по данным переписи населения 1939 года: русские — 61,4 % или 15 424 чел., украинцы — 32 % или 8 036 чел.
Количество родившихся и умерших (абсолютные цифры)

## Населённые пункты
В Яковлевском районе (муниципальном округе)  19 населённых пунктов (все — сельские, из них 17 сёл и 2 железнодорожные станции).
| №  | Населённый пункт  | Тип          | Население (чел.) | Бывшее муниципальное образование   |
| -- | ----------------- | ------------ | ---------------- | ---------------------------------- |
| 1  | Андреевка         | село         | ↘54              | Яковлевское сельское поселение     |
| 2  | Бельцово          | село         | ↘343             | Яблоновское сельское поселение     |
| 3  | Варфоломеевка     | ж.д. станция | ↘1009            | Варфоломеевское сельское поселение |
| 4  | Варфоломеевка     | село         | ↘1008            | Варфоломеевское сельское поселение |
| 5  | Достоевка         | село         | ↘335             | Варфоломеевское сельское поселение |
| 6  | Загорное          | село         | ↘63              | Яблоновское сельское поселение     |
| 7  | Краснояровка      | село         | ↘72              | Яблоновское сельское поселение     |
| 8  | Лазаревка         | село         | ↘95              | Варфоломеевское сельское поселение |
| 9  | Минеральное       | село         | ↘287             | Покровское сельское поселение      |
| 10 | Николо-Михайловка | село         | ↘94              | Яблоновское сельское поселение     |
| 11 | Новосысоевка      | село         | ↘3966            | Новосысоевское сельское поселение  |
| 12 | Озёрное           | село         | ↘121             | Яблоновское сельское поселение     |
| 13 | Орлиное           | село         | ↗1               | Яблоновское сельское поселение     |
| 14 | Покровка          | село         | ↗462             | Покровское сельское поселение      |
| 15 | Рославка          | село         | ↘2               | Покровское сельское поселение      |
| 16 | Старосысоевка     | село         | ↘633             | Новосысоевское сельское поселение  |
| 17 | Сысоевка          | ж.д. станция | ↗552             | Новосысоевское сельское поселение  |
| 18 | Яблоновка         | село         | ↘350             | Яблоновское сельское поселение     |
| 19 | Яковлевка         | село         | ↘3648            | Яковлевское сельское поселение     |

## Муниципальное устройство
В рамках организации местного самоуправления в границах района функционирует Яковлевский муниципальный округ (с 2004 до 2022 гг. — Яковлевский муниципальный район).
С декабря 2004 до декабря 2022 гг. в существовавший в этот период Яковлевский муниципальный район входили 5 муниципальных образований со статусом сельских поселений:
| № | Муниципальное образование          | Административный центр | Количество населённых пунктов | Население (чел.) | Площадь (км²) |
| - | ---------------------------------- | ---------------------- | ----------------------------- | ---------------- | ------------- |
| 1 | Варфоломеевское сельское поселение | село Варфоломеевка     | 4                             | ↘2167            | 496,00        |
| 2 | Новосысоевское сельское поселение  | село Новосысоевка      | 3                             | ↘5052            | 432,00        |
| 3 | Покровское сельское поселение      | село Покровка          | 3                             | ↘574             | 410,00        |
| 4 | Яблоновское сельское поселение     | село Яблоновка         | 7                             | ↗1027            | 640,00        |
| 5 | Яковлевское сельское поселение     | село Яковлевка         | 2                             | ↘3702            | 422,13        |

Законом от 5 декабря 2022 года все сельские поселения со всем муниципальным районом были упразднены и к 1 января 2023 года преобразованы путём их объединения в муниципальный округ.

## Экономика

Село Яковлевка, здание администрации Яковлевского района

- Сельское хозяйство
- Лесоразработки

## Транспорт
Через район проходит автотрасса Осиновка — Рудная Пристань и дорога, соединяющая Спасск-Дальний с этой трассой (перекрёсток в Варфоломеевке), а также железнодорожная линия Сибирцево — Новочугуевка, крупнейшие станции — Сысоевка и Варфоломеевка.